# Japanska kuhinja
Japanska kuhinja obuhvata regionalnu i tradicionalnu hranu iz celog područija Japana.Tradicionalna kuhinja Japana, vašoku (和食) je zasnovana na pirinču sa miso supom i drugim jelima sa dosta sezonskih sastojaka. Prilozi su često riba i  kuvano povrće u supi. Plodovi mora su takođe uobičajena hrana i često se spremaju na žaru, ali se takođe mogu koristiti i sirovi u obliku sašimija ili sušija. Plodovi mora i povrće se takođe valjaju u testo i prže, a ova grupa jela zajednički se nazivaju tempura (天ぷら, 天婦羅). Osim pirinča uobičajeni su i rezanci kao što su soba (そば)  i udon (うどん).

## Suši
Suši (すし、寿司, 鮨, 鮓, 寿斗, 寿し, 壽司) je sirova riba servirana na pirinču, začinjena sa sirćetom. Postoje i mnoge varijante koje odstupaju od ovog pravila, a najpoznatije su uni (ユニ) (morski jež) i ama-ebi (アマエビ) (slatki rakovi). Originalni oblik sušija, danas poznatiji kao narezuši, prvi put je napravljen u Jugoistočnoj Aziji. Postoje više vrste sušija kao što su čirašizuši (ちらし寿司) inarizuši (稲荷寿司), makizuši (巻寿司), narezuši (熟れ寿司), nigirizuši (握り寿司), ošizuši (押し寿司).

## Ramen
Ramen su  rezanci u slanoj supi i primer su uvezenog jela iz Kine. Postoje četiri glavna narodna stila: tonkocu (トンコツ) (svinjska kost), miso (味噌), soja sos (šoju)(醤油) i so (šio)(塩). Fukuoka (福岡) je posebno poznata po tonkocu ramenu. Miso ramen je specijalnost Hokaida. Ramen se po pravilu pravi od četiri osnovna sastojaka: pšenično brašno, so, voda i kansui (関水)(alkalna voda u kojoj je rastvoren natrijum i kalijum bikarbonat). Osnova za supu je uglavnom pileći ili svinjski bujon, u kombinaciji sa različitim sastojcima kao što su alge (kombu)(こんぶ), tuna (kacuoboši)(カツオブシ) , sušene sardine (niboši)(ニボシ) i lukom.

## Unagi
Unagi (ウナギ) je rečna jegulja, pečena na žaru i premazana slatkim sosom za roštilj. Prema narodnon verovanju, unagi je svojevrstan "protivotrov" za vrelinu i vlagu japanskog leta, a postoji i narodni praznik kad se servira i jede unagi, dan vola, koji se pada sredinom jula (Doyo no ushi no hi)(牛の日). Unaki je suši koji se pravi od unagi jegulja i krastavca. Zbog opasnosti po zdravlje jegulje se uvek kuvaju a najčešće se služe sa tara sosom. Unagi koji se peče samo u soja sosu je poznat kao širajaki (シラヤキ).

## Soba
Soba (そば) su dugi, tanki rezanci koje se prave od heljdinog brašna.. Normalno se služe u vrućem soja sosu sa supom ili na sobnoj temperaturi na posebnom postolju od bambusa sa čorbom sa strane u koju se namaču. Soba se obično jede sa štapićima, i u Japanu, smatra se prihvatljivim da se srče dok se jedu rezance, jer se tako hlade.

## Šabu-šabu
Šabu-šabu  (シャブシャブ) je japanska onomatopeja za zvuk tankih komada govedine ili svinjetine koji se štapićima ubacuju u ključalu supu.

## Okonomijaki
Okonomijaki (お好み焼き) bukvalno "na roštilju kao što želite,", predstavlja noviji izum. To je slana palačinka punjena po želji (ali obično su to kupus i svinjsko meso) uz obaveznu suvu morsku travu, majonez i sos. Kansai ili Osaka-stil je najzastupljenija verzija ovog jela. Početna smesa za prženje se pravi od brašna u koje se dodaje rendani nagaimo (vrsta jama), voda ili daši bujon, jaja i iseckan kupus, a stavljaju se i drugi sastojci kao što su zeleni luk, meso (obično tanak sloj svinjskog stomaka, često se meša sa slaninom), hobotnice, lignje, škampi, povrće, moči ili sir. Zavisno od izvora, okonomijaki se smatraju za omlet ili za palačinku, ali češće se smatra palačinkom.

## Tonkacu
Tonkacu (トンカツ) je pohovan i duboko pržen svinjski kotlet, datira iz kasnog 19. veka kada je Japan bio pod uticajem zapadnih zemalja. Najpoznatija svinjetina koja se koristi za tonkacu su kuro-buta  (Berkšir) i Kagošima. Služi se sa miso supom i iseckanim kupusom.

## Jakitori
Jakitori (焼鳥) je ražnjić od piletine koja se služi uz hladno pivo. Ranije su se jakitori smatrali za ratničku hranu. Piletina za jakitori se pravi od različitih delova pileta, a sami ražnjići se služe začinjeni ili solju (šio) ili tare sosom (vrsta soja sosa).

## Literatura
- Oxford English Dictionary, Second edition, 1989.
- Totman, Conrad (2002). A History of Japan